# Bowiea
Bowiea — рід багаторічних, сукулентних рослин, які ростуть у сухих і пустельних регіонах східної та південної Африки. Росте в регіоні, що простягається від Кенії до Капської провінції. Рід містить один вид Bowiea volubilis.
Рід названий на честь британського колекціонера рослин дев'ятнадцятого століття в Кью Джеймса Боуї.

## Опис
Рослини мають багато перекриваючих лусок, які утворюють щільну блідо-зелену сферичну цибулину, яка виростає до 20 см над ґрунтом, з якого росте вгору звивається свіжо-зелене гіллясте стебло з кількома лінійними листками. Перебуваючи в стані спокою взимку, коли зовнішні лусочки висихають до стану, схожого на папір, рослини починають ріст пізньої весни або влітку, даючи один або кілька дуже швидко зростаючих стебел. Стебла вкриті багатьма безлистими бічними гілками, які можуть відпадати. Маленькі зеленувато-білі квітки з'являються навесні.

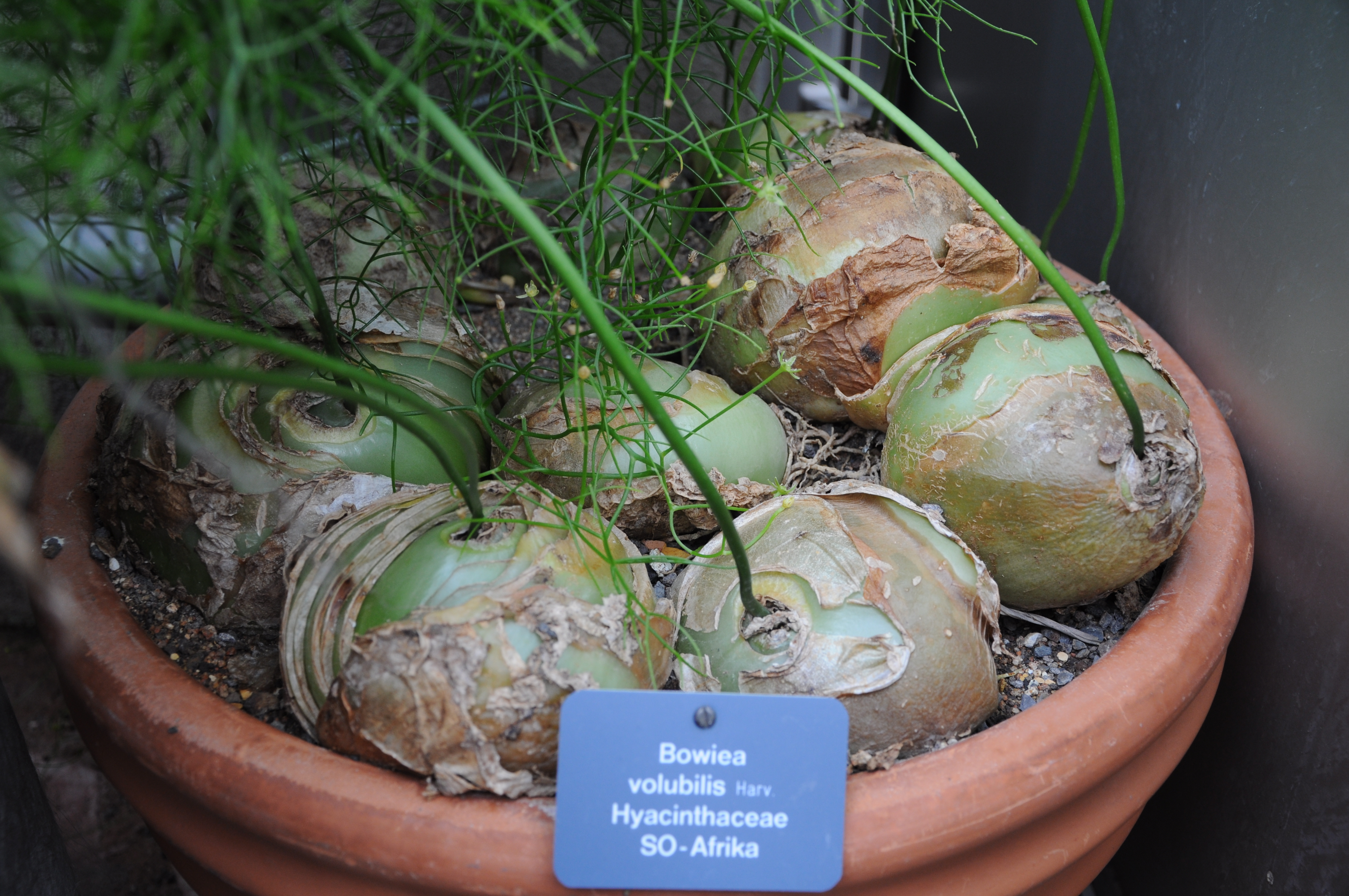
Цибулина
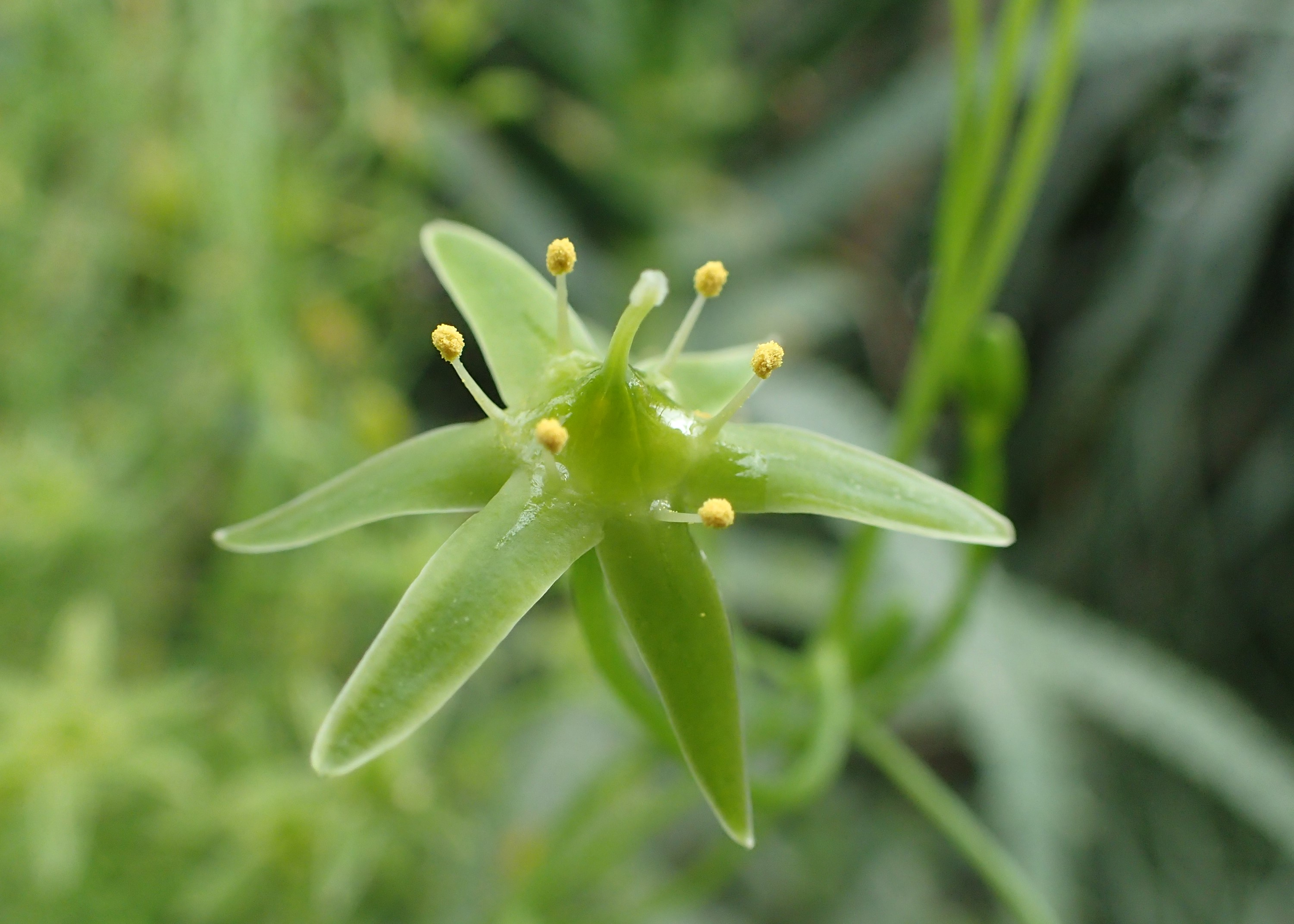
Квітка

## Культивування
Вирощують як декоративну рослину.